# Chorizococcus variabilis
Chorizococcus variabilis är en insektsart som beskrevs av Mckenzie 1964. Chorizococcus variabilis ingår i släktet Chorizococcus och familjen ullsköldlöss. Inga underarter finns listade i Catalogue of Life.